# Umutlu, Nurhak
Umutlu là một xã thuộc huyện Nurhak, tỉnh Kahramanmaraş, Thổ Nhĩ Kỳ. Dân số thời điểm năm 2010 là 33 người.